# ایکتیوستگا
ایکتیوستگا (Ichthyostega) یا ماهی‌تاق یکی از کهن‌ترین جانوران دوزیست بود.
ایکتیوستگا یک جانور چهاراندام Tetrapod اولیه است که در دوره پایانی دوونین در حدود ۳۵۹-۳۷۴ میلیون سال پیش می‌زیسته. این جانور دارای شُش و دست و پا بوده که آن‌ها به جانور کمک می‌کردند تا در مرداب یا آب‌های کم عمق حرکت کند. بدون شک این موجودات دوزیستان اولیه بودند که در دوره کربونیفر به تکامل رسیدند. ایکتیوستگا از جانوران اولیه‌ای بود که پس از آن‌که جو زمین برای تنفس آماده شد از آب به خشکی روی آوردند..
واژه ایکتیوستگا در زبان یونانی به معنی تاق یا سقف ماهی است و به این امر اشاره دارد که بخش بالایی سر آن‌ها شکلی شبیه به ماهی دارد.
ایکتیوستگا یکی از جانوران مازدندان Labyrinthodontia  بود.
تفاوت ایکتیوستگا با ماهی‌های گوشتی‌باله در دست و پای آن‌ها بود. در ایکتیوستگا دست و پاها مفصل‌دار شدند و استخوان‌های پا و انگشتان پا در آن‌ها پدیدار شد. این استخوان‌ها و مفصل‌ها در این جانور پدیدار شدند تا به او برای حرکت در میان علفزارهای آب‌های کم‌عمق و بر روی زمین کمک کنند. پای ایکتیوستگا بنا بر معیارهای امروزی عجیب بود زیرا آن‌ها هشت انگشت پا داشتند. در آن زمان معیار حداکثر پنج انگشت پا برای مهره‌داران خشکی‌زی هنوز شکل نگرفته بود. با وجود تمامی قابلیت‌هایی که ایکتیوستگا برای زندگی در خشکی پیدا کرده بود هنوز سر و دمش مشابه سر و دم ماهی‌ها بود و برای زاد و ولد مجبور به بازگشت به آب بود.

## ویژگی‌ها
این جانور در حدود ۱٫۵ متر طول و ۸ انگشت در هر پا داشته‌است. تعداد انگشتان دست هنوز مشخص نشده چون فسیل آن هنوز پیدا نشده‌است، این جانور بروی دمش دارای پره بوده‌است.

موجودات دوران پایانی دوونین

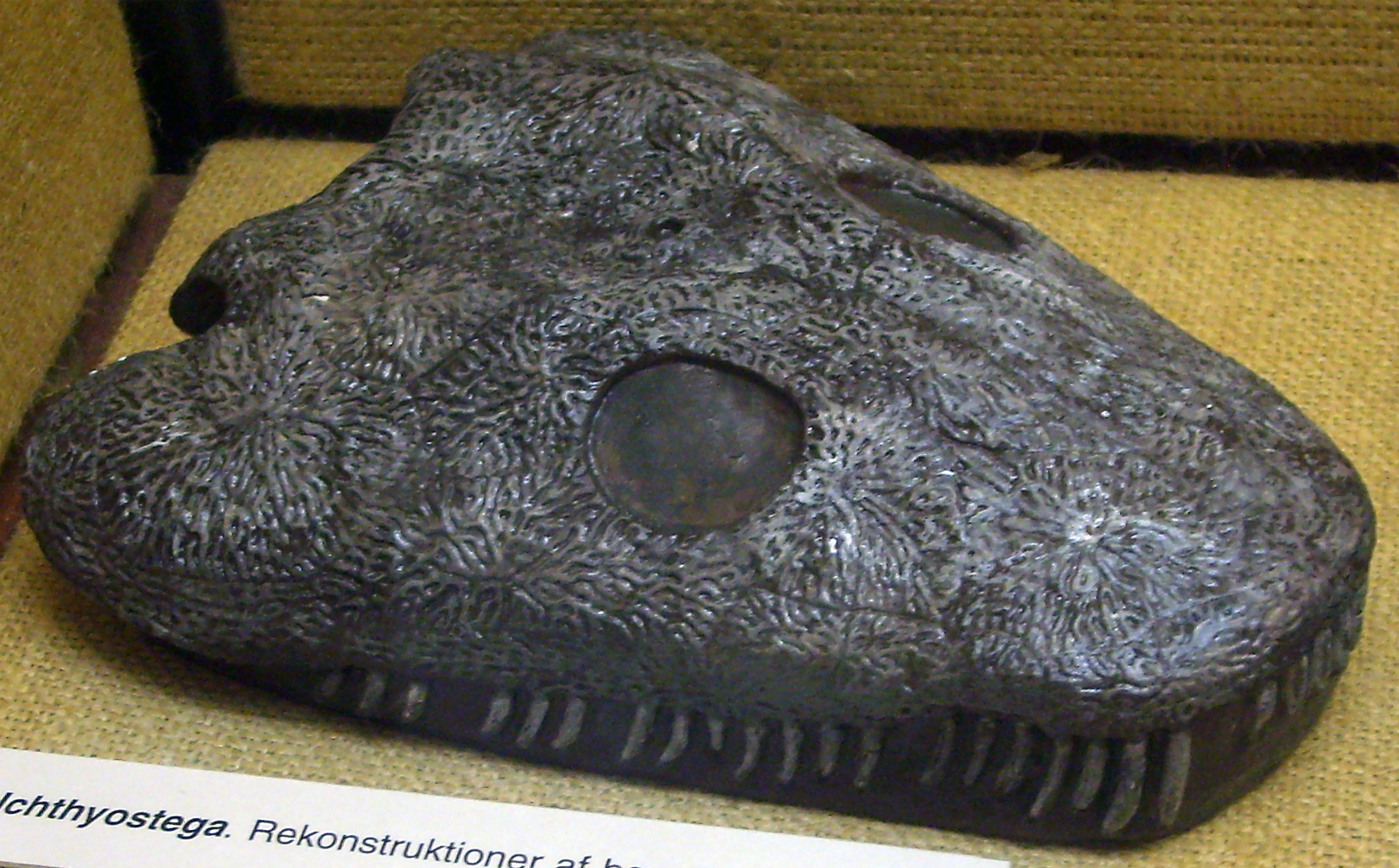
جمجه بازسازی شده ایکتیوستگا

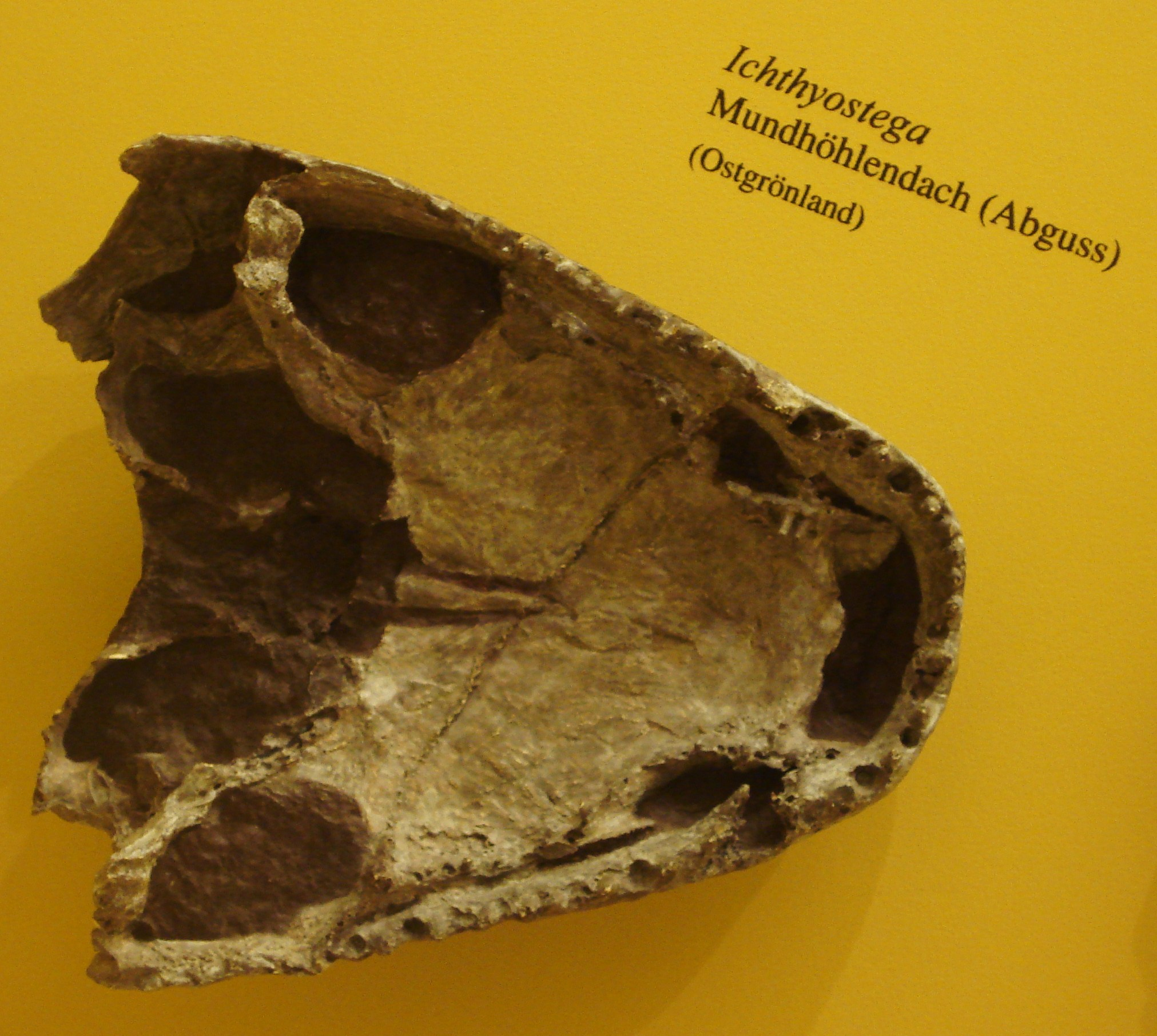
زیر جمجمه جانور

## تطابق با زندگی بر روی خشکی
چهاراندامان اولیه مانند ایکتیوستگا و آکانتوستگا (خارتاق) با جانورانی نظیر ماهی‌های اولیه تفاوت داشتند. ماهی‌های اولیه دارای آبشش بودند در حالی که ایکتیوستگا دارای شش بوده ماهی‌های اولیه مانند ایوستنوپترون از دم و بدنشان برای حرکت در آب استفاده می‌کردند در حالی که ایکتیوستگا از بالهایش برای حرکت و دمش برای بالانس کردن خودش استفاده می‌کرده‌است. دست و پای جانور آنقدر قوی بوده تا بتواند آن را به بیرون از آب بکشد. جنیفر کلاک زیست‌شناس انگلیسی اظهار می‌کند که این موجودات در خشکی آفتاب می‌گرفتند تا دمای بدنشان بالا رود و در آب به شکار می‌پرداختند. آب برای آن‌ها اهمیت دیگری هم داشت آن‌ها باید در آب تخم می‌گذاشتند زیرا که تخم‌های دوزیستان اولیه ژل مانند بوده و در خشکی از بین می‌رفتند.
کشف ایکتیوستگا اختلاف ۲۰ میلیون سالی را که بین ۲ گروه از دوزیستان بوده از بین برد. فسیل این جانور در قسمتی از منطقه میسیسیپی کشف شد. این جانور به عنوان نیای دوزیستان امروزی شناخته می‌شود.